# Henri de La Martinière
Maximilien Antoine Cyprien Henri Poisson de La Martinière (Paris, 18 juillet 1859 - Paris, 17 mars 1922) est un explorateur, archéologue, diplomate et photographe français.

## Biographie
Membre de la Légation de France à Tanger (1882-1889), il succède à Charles Tissot et de 1885 à 1889, effectue et finance des fouilles à Volubilis et sur le site des ruines de Lixus.
Nommé à Alger en 1889, il voyage en 1890 dans le Sud du Maroc. Responsable de la légation de 1900 à 1901 à Tanger, il est nommé ambassadeur de France à Téhéran en 1909.

## Décorations
- Officier de la Légion d'honneur (1921)

## Œuvres
- Album de 34 photographies du Maroc en 1887
- Itinéraire de Fez à Oudjda, 1895
- Notice sur le Maroc, 1897
- Esquisse de l'histoire du Maroc avant l'arrivée des Arabes, 1912
- Souvenirs du Maroc, 1919

## Distinction
- Prix Malte-Brun de la Société de géographie (1899)

## Photographies

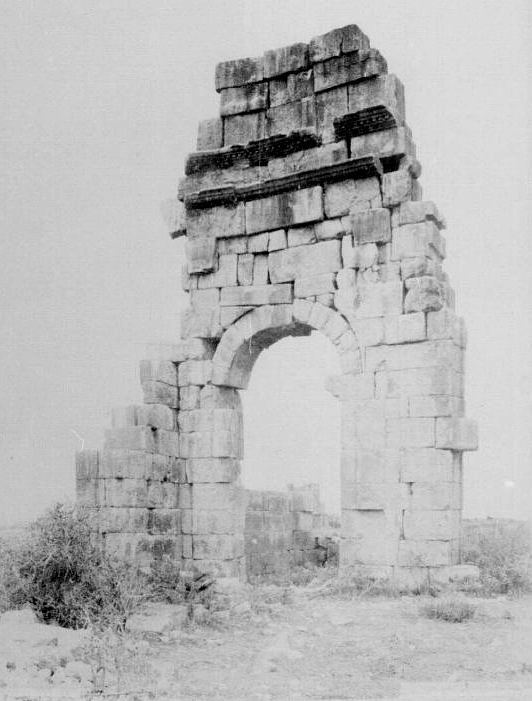
Basilique de Volubilis, 1887
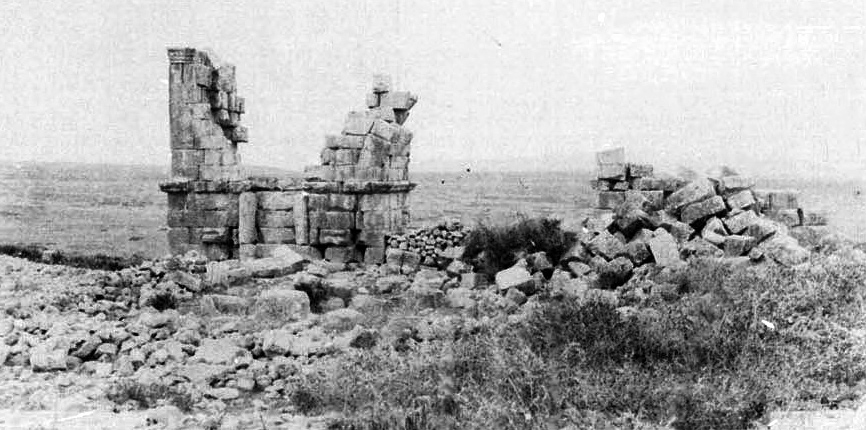
Arc de Triomphe de Volubilis, 1887